# Io piaccio
Io piaccio («Me gusto a mí mismo» en italiano), también conocida como La via del successo... con le donne («El camino del éxito ... con las mujeres») es una película de comedia italiana de 1955 dirigida por Giorgio Bianchi.

## Argumento
El profesor Maldi, investigador en representación de la compañía del comendador Tassinetti, experimenta con varios animales y, en particular, con el capón Gildo, uno de sus preparados que debería inspirar valor a los hombres; presionado por Tassinetti, que no quiere comprarle una centrífuga suiza, Maldi decide experimentar en sí mismo la última versión de su compuesto, sin esperar a conocer su reacción sobre el capón.
Pronto, el tímido Maldi se ve deseado por todas las mujeres que conoce, especialmente por Doriana, la amante de Tassinetti, pero también por las esposas tanto de Tassinetti como la de un emprendedor a quien el comendador quisiera pedir un préstamo: en lugar de coraje, Maldi descubre que su descubrimiento proporciona un encanto irresistible durante veinticuatro horas. Al darse cuenta del efecto, Tassinetti decide invertir en el descubrimiento de Maldi, produciendo el «Fascinol» a nivel industrial, también para poder hacer que su amante lo perdone. Sin embargo, cuando el capón Gildo es encontrado sin vida en su jaula, el temor de que el «Fascinol» sea un elixir mortal apaga el entusiasmo, mientras una serie de malentendidos, en gran parte provocados por el guardia de seguridad Nicolino, acompañan la historia hacia el epílogo, que ve a Sandra, asistente de laboratorio que siempre ha estado enamorada de Maldi, encontrando el coraje para declararse ante él y deciden juntos rechazar el «Fascinol», ya que los sentimientos no pueden ser algo producido artificialmente. 

## Reparto
- Walter Chiari como Prof. Roberto Maldi.
- Aldo Fabrizi como Comendador Tassinetti.
- Peppino De Filippo como Nicolino Donati.
- Dorian Gray como Doriana Pari.
- Bianca Maria Fusari como Sandra, asistente de Maldi.
- Tina Pica como Sibilla.
- Mario Carotenuto como Marassino.
- Sandra Mondaini como Giovanna.
- Lina Volonghi como Lucia, esposa de Tassinetti.
- Valeria Fabrizi como Supervisora de vestuario.
- Enrico Glori como Mayordomo en el club nocturno Caprice.
- Riccardo Billi como Marido.
- Erminio Spalla como Hombre de confianza de Doriana.
- Bruno Corelli como Director.
- Dina Perbellini como Esposa de Marassino.

## Crítica
«Comedia desarrollada con una pizca de ciencia ficción y algunos toques de sátira de vestuario, que atrae, con resultados bastante modestos, un fuerte elenco de artistas populares y las prestigiosas firmas de los guionistas Metz y Marchesi».
FantaFilm